# Rolf Kurz
Rolf Kurz (ur. 1919, zm. ?) – zbrodniarz nazistowski, esesman i członek załogi niemieckiego obozu koncentracyjnego Dachau.
Z zawodu mechanik samochodowy. W lipcu 1939 wstąpił do Luftwaffe, skąd we wrześniu 1944 przeniesiono go do Waffen-SS. Od 1 października 1943 do marca 1945 pełnił służbę w Allach, podobozie KL Dachau, jako strażnik i Blockführer.
Rolf Kurz został osądzony przez amerykański Trybunał Wojskowy w Dachau w procesie US vs. Johann König i inni w dniach 29 września – 7 października 1947. Wymierzono mu karę 20 lat pozbawienia wolności. Jak wykazało postępowanie, oskarżony znęcał się nad więźniami podczas inspekcji przeprowadzanych w bloku oraz gdy wychodzili i powracali z pracy w komandach roboczych. Oprócz tego nakazywał on im wykonywać wyczerpujące ćwiczenia nazywane „sportem”, na skutek których wielu więźniów padało ze zmęczenia na ziemię. Kurz bił ich wówczas kijem bądź metalowym prętem. Wyrok zatwierdzono 17 lutego 1948.